# Лодио ди Ла (Болоња)
Лодио ди Ла (итал. Lodio di Là) је насеље у Италији у округу Болоња, региону Емилија-Ромања.
Према процени из 2011. у насељу је живело 36 становника. Насеље се налази на надморској висини од 357 м.